# Чарлз Броко
Чарлз Броко (на английски: Charles Brokaw) е псевдоним на американски писател на бестселъри в жанра трилър.

## Биография и творчество
Работи на академична длъжнаст като преподавател в колеж в Средния Запад.
Вдъхновен е от статия в научно списание за руини, видими в Испания в известен национален парк, които съвпаднат точно с описанието на Атлантида в писанията на Платон.
Първият му роман „Кодът на Атлантида“ от поредицата „Томас Лурдс“ е публикуван през 2009 г. Главният герой професорът-лингвист Томас Лурдс се опива да открие в различни страни и континенти защо и как е погубен легендарният остров, има ли опасност за унищожение на света, къде са тайнствените 5 музикални инструмента и каква е съдбата на древната Книга на познанието. Той е подпомаган от журналистката Лесли Крейн и руската следователка Наташа Сафарова, и е преследван от тайно общество във Ватикана и убийците на фанатизирания кардинал Мурани.
Във втория си роман „Кодът на Луцифер“ професор Лурдс трябва да разчете древен ръкопис, съдържащ заклинание, написано на закодиран древен език. Но самият той се превръща в стръв за смъртоносно преследване.
Чарлз Броко живее със семейството си в Средния Запад на САЩ.

## Произведения

### Серия „Томас Лурдс“ (Thomas Lourds)
1. The Atlantis Code (2009)
Кодът на Атлантида, изд.: ИК „Бард“, София (2009), прев. Венцислав Божилов
2. The Lucifer Code (2010)
Кодът на Луцифер, изд.: ИК „Бард“, София (2011), прев. Анна Христова
3. The Temple Mount Code (2011)
4. The Oracle Code (2013)